# Dan Harrington
Dan Harrington (Cambridge, Massachusetts, 6 de diciembre de 1945) es un jugador de póquer profesional. Harrington eligió su propio alias "Action Dan", aunque se le conoce por ser un jugador conservador. Él es un primo lejano del golfista Pádraig Harrington y del quarterback de la NFL Joey Harrington.
Actualmente reside en Santa Mónica, California, Harrington además de ser excampeón de backgammon también es un maestro del ajedrez, ganó el Campeonato Estatal de Ajedrez de 1971 de Massachusetts. También jugó al poker contra Bill Gates, cuando Gates estaba en Harvard. Algunas de sus tempranas experiencias con el póquer tuvieron lugar en el Club Mayfair a mediados de la década de 1980, donde jugó con Howard Lederer, Steve Zolotow, y Erik Seidel.
Además de ser un jugador profesional de poker, Harrington también trabaja en el sector inmobiliario y el mercado de valores. En la actualidad, Harrington también posee y dirige su propia compañía, Anchor Loans, que hace varios tipos de préstamos y que no ha sufrido pérdidas desde su creación, de acuerdo a una entrevista concedida por Harrington. También ha declarado en entrevistas sobre su carrera de póquer, que está ahí por el dinero, no por la fama o la gloria, a diferencia de algunos jugadores de póquer. También a diferencia de muchos jugadores profesionales de póquer, Dan se considera sólo un jugador a tiempo parcial, ya que gasta una gran cantidad de su tiempo en su negocio. Por lo general sólo juega unos pocos eventos en el World Series of Poker de cada año y juega ocasionalmente eventos del World Poker Tour y algún que otro torneo.

## Trayectoria en el Póquer
Harrington consiguió alcanzar por primera vez un premio en metálico en la Serie Mundial de Póquer en 1986. Al año siguiente, en apenas su segunda participación de la WSOP, Harrington llegó a la mesa final del Evento Principal. Terminó en el sexto lugar en el evento que fue ganado por Johnny Chan. El amigo y compañero de Harrington, miembro del Club Mayfair, Howard Lederer, también estuvo en esta mesa final, terminando en 5 º lugar.
Con su gorra verde de los Boston Red Sox, Dan Harrington es conocido como un jugador astuto, jugador tight-agresivo, que emplea las normas de la mano inicial más estrictamente que la mayoría de los profesionales. Cuando llegó a la mesa final en el evento principal de 1995, le hizo al segundo clasificado, Howard Goldfarb, marcarse un farol con todas sus fichas en la mano final.
Su juego sólido le permite llegar a muchas mesas finales en eventos grandes. Ganó el evento principal de la World Series of Poker (WSOP) en 1995 de $1.000.000. Ha realizado tras tres mesas finales en eventos principales: finalizando 6.º en 1987 por $43.750, 3.º (de un total de 839 jugadores) en el 2003 por $650,000, y 4.º (de un total de 2.576 jugadores) en el 2004 por $1.500.000. Debido al aumento del número de participantes, su racha de llegar a mesas finales de eventos principales en 2003-04 se ha llamado el mayor logro en la historia de las World Series, particularmente por el locutor de póquer de ESPN Norman Chad. Como defenser del título de campeón en 1996, Harrington hizo otra gran participación en el evento principal, terminando en 17.ª posición y ganando $23.400. También consiguió premio en metálico en el evento principal del 2009, terminando en 252.º lugar logrando un premio de $ 32.963.
El mismo año que ganó el evento principal, también ganó una pulsera en el evento de $2.500 No Limit con premio de $249.000 y el evento Seven-card stud en el European Poker Open en Londres. Hizo su primera mesa final en el World Poker Tour (WPT) en 2005, ganando $620,730 por su segundo puesto en el Doyle Brunson North American Championship. En 2007, ganó el Legends of Poker por un premio de &1.634.865.
En 2008, Harrington hizo su primera aparición en el show de la NBC Poker After Dark en el episodio titulado "Mayfair Club." Este torneo reunió a los jugadores de póquer que habían jugado en el legendario Club Mayfair en Nueva York. Los otros jugadores en el torneo fueron Howard Lederer, Mickey Appleman, Steve Zolotow, Heimowitz Jay y Shictman Mike, el dueño del Club Mayfair durante muchos años. Harrington fue el primero en abandonar la mesa, terminando en 6.º lugar. El torneo fue ganado por Jay Heimowitz quien derrotó a Howard Lederer en el heads-up.
A partir de 2009, sus ganancias en torneos en vivo son superiores a $6.600.000. Más de la mitad de sus ganancias en torneos en vivo ($3.491.513) fueron conseguidas en el WSOP.
Harrington, Doyle Brunson, Carlos Mortensen, Scotty Nguyen y Joe Hachem son las únicas cinco personas que han ganado el evento principal del World Series of Poker y un título del World Poker Tour.

## Libros
Ha escrito (con la ayuda de Bill Robertie) tres libros populares sobre torneos de poker, dos libros de cash de juegos sin límite y uno sobre cash sin límite en internet, todos publicados por Two Plus Two Publishing:
- Harrington on Hold'em: Volume I: Strategic Play ISBN 1-880685-33-7 (2004)
- Harrington on Hold'em: Volume II: The Endgame ISBN 1-880685-35-3 (2005)
- Harrington on Hold'em: Volume III: The Workbook ISBN 1-880685-36-1 (2006)
- Harrington on Cash Games, Volume I: How to Play No-Limit Hold 'em Cash Games  ISBN 1-880685-42-6 (2008)
- Harrington on Cash Games, Volume II: How to Play No-Limit Hold 'em Cash Games  ISBN 1-880685-43-4 (2008)
- Harrington on Online Cash Games; 6-Max No-Limit Hold 'em  ISBN 1-880685-49-3 (2010)
- Harrington on Modern Tournament Poker  ISBN 1-880685-56-6 (2014)

## World series of Poker
| Año  | Torneo                                      | Precio (US$) |
| ---- | ------------------------------------------- | ------------ |
| 1995 | $2,500 No Limit Hold'em                     | $249,000     |
| 1995 | $10,000 No Limit Hold'em World Championship | $1,000,000   |